# Serbia hardcore
Serbia hardcore (tit. or. Srbjia hardcore) è una raccolta di short stories dello scrittore serbo Dušan Veličković, tradotto in italiano da Sergej Roic con nota introduttiva di Nicole Janigro, pubblicato nel 2008 presso Zandonai. Il libro è la versione aggiornata di Amor Mundi (uscito in patria nel 1999) a cui è stata aggiunta la sezione “Portofino”. Il libro è uscito prima in Italia e solo l'anno successivo in Serbia.
Questi racconti ci riportano uno spaccato autobiografico della vita di Veličković, durante i bombardamenti Nato che colpirono Belgrado negli anni novanta. La raccolta può essere vista come un diario di guerra, venato di humor nero, attraverso cui l'autore ci parla di libertà di stampa negata, della difficoltà di opposizione al regime e della paura, sentimento estremamente diffuso nella società civile: vivere sotto il regime è come sopravvivere sotto le bombe. In guerra si vive nell'attesa,
Anche i pomodori possono essere una minaccia, come ci racconta nel capitoletto intitolato, appunto, “I pomodori”: dato che le bombe contengono uranio impoverito, Dušan e famiglia temono la radioattività e l'inquinamento chimico. E i contadini lo sanno, così tutti raccontano che il loro raccolto è stato coltivato a Leskovac, la regione più pulita e fertile di Serbia. Non credendo più a nessuno (non alle autorità che minimizzano, non ai contadini che devono vendere e mentono), è meglio mettere i pomodori sotto l'acqua corrente per ore prima di mangiarli!
Lo scrittore, verso la fine del libro, auspica la fioritura di una vera cultura di libertà che, in una società fortemente militarizzata come quella serba, è possibile solo se si abbandona l'identità collettiva, che l'autore considera una finzione ideologica. Nel racconto intitolato “Milošević e io” scrive: